# Bruno Gagnon
 (juin 2016).
 (juin 2016).
Si vous disposez d'ouvrages ou d'articles de référence ou si vous connaissez des sites web de qualité traitant du thème abordé ici, merci de compléter l'article en donnant les références utiles à sa vérifiabilité et en les liant à la section « Notes et références ».
Pour les articles homonymes, voir Gagnon.
Bruno Gagnon est un personnage de fiction issu de la série télévisée québécoise Caméra Café créée par Bruno Solo, Yvan Le Bolloc'h et Alain Kappauf. Il est interprété par Martin Matte et représente l'équivalent canadien du personnage de Hervé Dumont de la version française.

## Biographie
Bruno Gagnon est né le 6 février 1970. Durant son Cegep, il rencontre Jean-Claude Langevin dans un bar et grâce à lui, à la fin de ses études, il est engagé par la compagnie en 1993. Le poste qu'il occupe à ce moment reste inconnu. On sait toutefois qu'il obtient le poste de coordonnateur des achats en 1997, lors du congédiement de Louis (surnommé Mélancolie). C'est probablement à cette période que lui et sa femme se marient et qu'un peu plus tard, deviennent parents d'un jeune garçon. 
En 1999 il devient président du club-social et c'est probablement dans cette même période qu'il devient le délégué syndical de l'entreprise. En 2002, son titre de coordonnateur des achats est modifié pour celui de responsable des achats. Cette modification frustrera grandement ce dernier sur le coup mais il finira par l’accepter. En 2003, son poste de délégué syndical l'incitera à faire une brève grève de la faim, en opposition avec la mise à pied de 200 employés. La même année, en décembre 2003, sa femme le divorce et conserve la garde totale de l'enfant. Il perdra aussi sa résidence, celle-ci appartenant à sa femme. À partir de ce moment il vivra pratiquement seul (excluant quelques histoires peu sérieuses avec Manon Grenon). Cette situation l'affectera lourdement déclenchant même quelques périodes dépressives.
Il démissionnera en 2006, une semaine après le départ de son collègue Jean-Claude pour accepter un poste à l’exécutif de la FTQ. À partir de ce moment, on sait peu de chose sur la vie personnelle de Bruno. On sait toutefois qu'il ne voit plus Manon, sans savoir s'il fréquente quelqu'un d'autre. Il sera congédié de son poste en 2009 lorsque la compagnie où il travaillait vote pour une baisse des cotisations lorsque celui-ci devait y instaurer une hausse. Il sera toutefois réengagé dans cette même compagnie à titre d'adjoint administratif. Poste qu'il quittera plus tard la même année pour des raisons frauduleuses.

## Relations avec les autres employés

### Jean-Claude Langevin
C'est le meilleur ami de Bruno. Il est fréquent que les deux se voient en dehors du travail. Il est parfois jaloux lorsque Jean-Claude connait certains succès et devient rapidement frustré. Par contre, Bruno devient aussi facilement influençable lorsque Jean-Claude questionne sa volonté syndicale. Jean-Claude profite de ce point faible à plusieurs reprises.

### Sylvain Desjardins
Sylvain agit comme souffre douleurs de Jean-Claude et Bruno. Dans les autres occasions, Bruno n'accorde aucune importance aux péripéties que peut vivre Sylvain et cherche le plus possible à éviter de passer du temps avec lui.

## Autres observations
Au travail, il porte habituellement une chemise à manches courtes avec une cravate, sans veston. Il habitait à huit kilomètres du bureau avant son divorce.
Il pratique le golf et le hockey. Dans ses passes-temps, il peinture parfois des galets.
Lorsqu'il était marié, il a parfois cherché à avoir des relations extra-conjugales (notamment avec Jeanne), sans succès. Il a aussi des amis à l'extérieur de la compagnie, notamment chez Cogitec
Il est fumeur. Sa pizza préférée est la "all dressed" avec saucisse.
Sa mère lui donna naissance après 18 contractions. Il a une sœur, mère de jumeaux.